# Palacio de la Libertad
No confundir con Palacio Libertad Centro Cultural Domingo Faustino Sarmiento ubicado en Buenos Aires, Argentina
El Palacio de la Libertad es un edificio histórico localizado en el centro de la ciudad de Curitiba, capital del estado brasileño de Paraná.
El edificio está protegido por el patrimonio municipal y por el Secretario de Estado de Cultura del Gobierno de Paraná, además del Patrimonio Histórico Nacional (IPHAN).
Reinaugurado el 29 de marzo de 2009 después de someterse a una exhaustiva restauración financiada por SESC, se convirtió en un centro cultural gestionado por SESC (sistema SESC, SENAC y Fecomércio).

## Hechos históricos
El primer elevador en la ciudad de Curitiba, fue instalado en el Palacio en el momento de su construcción y se abrió el 24 de febrero de 1916

## Cronología
Cronología del Palacio Municipal
- 1912– 1912 – Mercado Municipal comienza a ser demolido en la actual Plaza generosa del Marques, para dar paso al nuevo ayuntamiento, el Palacio de la Libertad.
- 1913 – Mercado Municipal se trasladó a una casa de madera, siguiendo una propuesta del empresario Brasilino de Moura, en Largo do Nogueira (actual Plaza 19 de diciembre).
- 1914 – Alcalde Cândido de Abreu autoriza la construcción del Palacio de la Libertad
- 6 de febrero de 1916 – Terminado el Palacio de la Libertad. Con detalles neoclásicos y diseños art nouveau. El edificio es de mampostería de ladrillo sobre la base de bloques de hormigón y sillares. Inaugurado el 24 de febrero de 1916
- 13 de noviembre de 1969 – Último día de despachos en el Palacio de la Libertad, el alcalde Omar Sabbag, terminando el ciclo de los gobernantes locales en esa dirección. Desde esa fecha, hasta 1970, el viejo edificio alberga el proyecto Rondon.
- 14 de noviembre de 1969 – El alcalde e ingeniero sanitario Omar Sabbag, último a ocupar el Palacio de la Libertad, y que permanece en el poder hasta 1971, se inaugura la nueva sede del Ayuntamiento de Curitiba – el Palacio 29 de Marzo, en el Centro Cívico.
- 1970 – durante un año inician las obras de restauración del Palacio de la Libertad, a cargo del Contratista Hermanos Meneghelli, interrumpido en 1971.
- 1972 – se reinician las obras de restauración del Antiguo Palacio, con dos arquitectos Cyro Lyra y Abrão Assad.
- 1974 – El Ayuntamiento de Curitiba y el Gobierno del Estado firmaron un acuerdo que permite a la antigua casa palacio y el Museo Paranaense, permanezca allí hasta el año 2002.
- 17 de octubre de 1984 – El Palacio de la Libertad, ha caído por el municipio, también es catalogado por el Instituto Patrimônio Histórico e Artístico Nacional (IPHAN), bajo el número 564.
- 1994 – El Ayuntamiento de Curitiba, en colaboración con pinturas Ypiranga y Fundación Roberto Marinho en Río de Janeiro, restaura las fachadas de los edificios históricos alrededor de las plazas Generoso Marques y José Borges de Macedo. La acción forma parte del programa Colores de Ciudad.
- 2002 – Museo Paranaense deja las instalaciones del Palacio de la Libertad, que es devuelto al municipio. Cerrado, acaba en precarias condiciones de conservación hasta el enero de 2006, cuando el entonces alcalde Beto Richa firma un edicto dirigido a la revitalización del edificio.
- Enero de 2006 – Alcalde Beto Richa firma el aviso de licitación.
- 17 de julio de 2007 – Comienzan los trabajos de restauración del Palacio de la Libertad, en la plaza Generoso Marques. Reforma es el resultado de un acuerdo entre el ayuntamiento de Curitiba y la Federación de Comercio de Paraná(SESC/Fecomercio). La compañía de ingeniería Emadel, ganador de la puja hecha por SESC, hizo la perspectiva de la pintura, las maderas, la arquitectura, la estructura y el arqueológico por parte de los restauradores. El arquitecto responsable de la obra es Humberto Fogassa. Proyecto de restauración y ocupación del Palacio, coordinado por el Instituto de Investigación  y Planificación de Curitiba (Ippuc), respeta las características originales del edificio y el uso público del espacio.
- Diciembre de 2008 – Durante la restauración del Palacio de la Libertad, los arqueólogos descubrieron un pedazo del pasado reciente de Curitiba debajo del piso del edificio. Restos arqueológicos son parte del piso y las paredes del viejo mercado de la ciudad que funcionó en el sitio hasta 1914
- 29 de marzo de 2009 – Alcalde Beto Richa entrega a la ciudad el Palacio de la Libertad totalmente revitalizado